# Saab 18
Сааб 18 (швед. Saab 18) — шведский средний бомбардировщик и самолёт-разведчик. Разработан компанией АСЙА (АБ Свенска Йернвэгсверкстэдернас Аэропланавдельнинг) (швед. AB Svenska Järnvägsverkstädernas Aeroplanavdelning, ASJA) совместно с СААБ (Свенска Аэроплан АБ) (швед. Svenska Aeroplan AB, SAAB) в 1938 году для замены бомбардировщика B 3 в ВВС Швеции.

## История создания
В 1938 году ВВС Швеции объявили конкурс на новый двухмоторный самолёт, предназначавшийся для замены Junkers 86 (B 3) и частично Saab 17 (B 8). Новый бомбардировщик должен был иметь экипаж из трех человек, бомбовую нагрузку в 750 кг, скорость 500 км/ч, использоваться для дальней разведки, в качестве торпедоносца, и как тяжелый истребитель.
В конкурсе приняли участие шведские авиастроительные предприятия АБ Свенска Йернвэгсверкстэдернас Аэропланавдельнинг (швед. AB Svenska Järnvägsverkstädernas Aeroplanavdelning, ASJA), Свенска Аэроплан АБ (швед. Svenska Aeroplan AB, SAAB) и АБ Гётаверкен (швед. AB Götaverken, GV).
Проект, представленный GV, GP 8, внешне напоминавший Dornier 17, казался наиболее удачным, но он же был и самым дорогим. В довершение всего, в 1939 году ASJA вошла в состав SAAB и контракт, в итоге, достался SAAB. Заводское обозначение проекта — Saab L 11.

## Описание конструкции
L 11 — цельнометаллический свободнонесущий двухдвигательный высокоплан, был разработан при участии американских инженеров, работавших на ASJA и SAAB и в его конструкции заметно влияние как немецкой, так и современной американской школы авиастроения. Самолёт имел переднюю стойку шасси и внешне напоминал Dornier 17. Идея передней стойки не понравилась шведским военным и она была заменена на обычное хвостовое колесо. Главными конструкторами самолёта были швед Фрид Вэнстрём (швед. Frid Wänström) и американец Карл Хэддон (англ. Carl Haddon).

## Модификации

### B 18А
Средний бомбардировщик. Первые самолёты переданы ВВС в 1944 году. Всего построено 62 самолёта этой модификации. Внутренняя бомбовая нагрузка состояла из двух 500 кг, трёх 250 кг или десяти 50 кг бомб. Под крыльями могли подвешиваться восемь 50 кг бомб или осветительные ракеты. В 1946 — 1947 годах все B 18А были преобразованы в S 18A.

### S 18А
Самолёт-разведчик.

### B 18B
Средний бомбардировщик.

### T 18B
Торпедоносец.

## Состоял на вооружении
Швеция
ВВС Швеции

## Тактико-технические характеристики
| Экипаж        | 3 человека | 3 человека | 3 человека |
| Размах крыла  | 17 м       | 17 м       | 17 м       |
| Длина         | 13 м       | 13 м       | 13 м       |
| Площадь крыла | 44 м²      | 44 м²      | 44 м²      |